# NGC 877
NGC 877 este o low-surface-brightness galaxy⁠(d) situată în constelația Berbecul. A fost descoperită în 14 octombrie 1784 de către William Herschel. Se află la o distanță de 54,2 de megaparseci de Pământ.